# The Pale Blue Eye (novel·la)
The Pale Blue Eye és una novel·la de 2003 de l'escriptor nord-americà Louis Bayard. La novel·la és un misteri d'assassinat ambientat a West Point el 1830, on el jove Edgar Allan Poe era cadet. El llibre va ser nominat tant per Edgar com per Dagger. El 2022 es va realitzar una adaptació cinematogràfica per l'escriptor i director Scott Cooper, protagonitzat per Christian Bale i Harry Melling.